# 崔慧景
崔慧景（438年—500年5月17日），一作惠景，字君山，清河郡东武城县（今河北省衡水市故城县）人，崔僧渊的族兄。南北朝時期南朝宋、齊將領，早年獻心仍為宋臣的齊高帝蕭道成，遂成齊開國功臣之一，曾參與討伐李烏奴、齊與北魏的戰爭及討伐內亂，但在討伐裴叔業時起兵叛亂，更一度圍攻建康宮城，惟最終失敗被殺。

## 生平

### 劉宋時期
崔慧景早年為国子学生，後仕官，至宋明帝泰始年間官至員外郎，後轉任長水校尉、宁朔将军。萧道成擔任南兗州刺史時，崔慧景及同宗崔祖思都前去與他交結，從此建立起關係。宋後廢帝在位晚期時，蕭道成為免遭後廢帝逼害而一度計劃自駐地淮陰（今江蘇淮安市淮陰區）移據廣陵（今江蘇揚州市）起兵反抗，崔慧景那時就聽從蕭道成指示去準備船隻，雖然該計劃最終沒有成事，但蕭道成就更親待慧景了。後轉前軍將軍。昇明二年（478年）蕭道成平滅了荊州刺史沈攸之勢力後，派了崔慧景出任荊州刺史武陵王劉贊的安西司馬、河東太守，讓他防衞西土。昇明三年（479年），蕭道成次子蕭嶷外任荊州刺史，留用了崔慧景為僚屬，轉為鎮西司馬、兼諮議，仍任河東太守。

### 屢經外任
建元元年（479年）四月，南齐建立，封乐安县子，食邑三百戶。蕭嶷也派了崔慧景代表荊州州府上表慶賀南齊建立，已為皇帝的齊高帝蕭道成亦特別提高接待慧景的規格。同月朝廷就下詔改以臨川王蕭映為荊州刺史，崔慧景亦改任其平西司馬、南郡內史。但至九月朝廷便復以蕭嶷任荊湘二州刺史，同時領南蠻校尉，崔慧景便改任蕭嶷的南蠻長史、輔國將軍、南郡太守。同年年末，北魏派兵南侵，其中一路就進攻司州義陽郡，蕭嶷亦有行動支持司州，其中就派了崔慧景領三千兵力出屯方城聲援司州。建元二年（480年），齊軍擊退了北魏對司州一線的進攻後，朝廷便改派崔慧景去討平李烏奴為首的地方動亂，於二月戊子授持節、都督梁南北秦沙四州軍事、輔國將軍、西戎校尉、梁南秦二州刺史，並由荊州撥出資源及一千名士兵，以讓崔慧景從襄陽（今湖北襄陽市）出發至漢中（今陝西漢中市）上任。崔慧景至鎮後以州兵和先前蕭嶷派往討伐李烏奴的王圖南配合，兩邊夾擊李烏奴，令烏奴敗退武興城（今陝西略陽縣）。崔慧景後再派長史裴叔保進攻武興，但為保護李烏奴的氐王楊文弘所敗。
建元四年（482年）齊武帝即位後，進崔慧景冠軍將軍。永明三年（485年）離任梁州，還都任黃門郎、領羽林監。永明四年（486年）改任東中郎司馬，加輔國將軍。同年十二月己亥調任持節督司州軍事、冠軍將軍、司州刺史。永明九年（491年），離任還都，授太子左率，加通直常侍。永明十年（492年），轉右衞將軍，加給事中。
永明十一年（493年），因有傳北魏即將南侵，齊武帝以崔慧景為持節督豫州郢州之西陽司州之汝南二郡諸軍事、冠軍將軍、豫州刺史。同年，齊武帝去世，皇太孫蕭昭業即位，進崔慧景為征虜將軍。然而，崔慧景見新君年輕，卻和北魏暗中聯絡，朝廷亦對他動向有所懷疑。翌年（494年），蕭鸞廢殺蕭昭業，改立蕭昭文，自掌政權，並特別派了蕭衍到豫州治所壽春安撫崔慧景，崔慧景遂投向蕭鸞一方，並秘密勸進。不久蕭鸞廢蕭昭文自登帝位，是為齊明帝，徵崔慧景還朝，並讓其出任散騎常侍、左衞將軍。

### 助抗北魏
建武二年（495年），北魏南侵，齊明帝下詔命崔慧景以本官假節領兵增援鍾離（今安徽鳳陽縣東北），與裴叔業等軍皆受南兗州刺史王玄邈節度。不久加冠軍將軍。建武四年（497年）轉任度支尚書，領太子左率。同年，北魏再度南侵，這次主力集中攻擊沔北，齊明帝遂命崔慧景假節領二萬兵及一千騎增援襄陽，同時命其節度其餘各軍抗魏。崔慧景在永泰元年（498年）到達襄陽時沔北五城皆已失守，明帝遂加崔慧景平北將軍，讓其置佐吏，要他幫助守住與襄陽隔沔水相望的樊城。及後崔慧景與蕭衍、劉山陽等五千兵力至樊城北面的鄧城，突然接到北魏大軍攻至的消息，崔慧景就與蕭衍分守南北二門而讓諸將都登城防禦，但當時因時間尚早大夥都未吃早飯，眾人都感饑餓，而魏軍藉叛變的齊兵得知此一軍情，遂繞至城東南阻截齊軍退路並在城北及城東向城內射擊。蕭衍打算出城迎戰，但崔慧景認為等到日落魏軍自然會撤退，然而及後城外魏軍愈來愈多，崔慧景未經通報其他各軍就領眾自南門離開，眾軍見崔慧景退兵就跟著退走，於是魏軍乘虛從北門進城，劉山陽領兵斷後，且戰且退。崔慧景軍過鬧溝時渡水士兵爭相渡過令橋樑都不堪負荷，在魏軍夾道射擊下齊軍死傷慘重。魏軍一直追擊崔慧景等軍至樊城，劉山陽據城奮戰至日落時魏軍才撤退，但眾軍經過鄧城一敗後都恐懼不已，當晚就渡過沔水回襄陽了。同年明帝去世，皇太子蕭寶卷繼位，明帝在遺詔中將崔慧景推薦給兒子，稱可作「心膂之任」。
永元元年（499年），崔慧景在太尉陳顯達指揮下參與北伐試圖收復上一年失去的沔北土地，大軍先用四十日成功攻下馬圈城，接著崔慧景就獲分派往進攻順陽郡，卻遭魏順陽太守張烈堅守所阻。此時北魏孝文帝親自領軍進攻陳顯達，顯達兵敗潰退，崔慧景亦只好放棄進攻南撤。後崔慧景轉領右衞將軍，但尚未拜官就改授護軍將軍，不久又加侍中。同年年末陳顯達於江州起兵，崔慧景獲加平南將軍、督眾軍南討事。不過，當時實際掌握指揮權的是蕭寶卷的倖臣徐世檦，崔慧景只是掛名而已。

### 倒伐圍臺
陳顯達敗死後，崔慧景眼見這一年朝廷不斷有高官被殺，連開國元勳的王敬則、陳顯達都因遭猜忌而起兵，最後敗死，崔慧景自以舊將，心中亦不安。永元二年（500年），同被蕭寶卷猜疑的豫州刺史裴叔業遭朝廷下詔討伐，裴叔業亦向北魏獻壽春（今安徽壽縣）投降，崔慧景遂在三月乙卯日（4月29日）受命以平西將軍假節領兵遁水路進攻壽春。崔慧景領軍出屯白下（今江蘇南京市秦淮區），蕭寶卷以長圍屏除眾人到白下琅邪城送行，並在城上只召崔慧景一個人進去，會面才說了數句話就結束了。而崔慧景對這回可以出都亦感高興，更事先和任直閤將軍的兒子崔覺約好時間，崔慧景兵至廣陵後，崔覺也逃離建康和父親會合了。崔慧景大軍離開廣陵數十里後，便召集各軍主公布他起兵推翻蕭寶卷統治的圖謀，在獲得各軍主的支持後便回軍廣陵，守廣陵的南兗州司馬崔恭祖開城迎接，崔慧景遂以廣陵為據點起兵，並遣使奉南徐兗二州刺史江夏王蕭寶玄為主，蕭寶玄雖斬殺使者並下令駐鎮的京口（今江蘇鎮江市）作好防備，但後來卻暗中和崔慧景聯結。崔慧景在廣陵停留了兩日便領眾渡江進兵京口，蕭寶玄此時便殺害其司馬孔矜、典簽呂承緒及蕭寶卷派往助守京口的戚平及黃林夫，開城門迎崔慧景入城。崔慧景遂合兩鎮的軍力與蕭寶玄一同進軍建康。作為反應，蕭寶卷又派了驍騎將軍張佛護、直閤將軍徐元稱等眾將到竹里（今江蘇句容市北）建城壘抵禦，蕭寶玄以書信勸降張佛護不果，兩軍遂交戰。當時崔慧景以崔覺及崔恭祖為前鋒，麾下將士都是驍勇善戰的晚來北人，加上他們都輕裝不煮食，改以船艦緣江載著酒肉當作軍糧，於是每每都能高機動地在朝廷軍隊煮食時進攻，令對方無法充飢。最終竹里城戍都被崔慧景攻破，除了徐元稱投降外其餘各人都戰死。至南琅邪郡臨沂縣時蕭寶卷又派了李玉之破壞橋樑以阻止崔慧景，又為崔慧景所殺。
建康當時由中領軍王瑩部署防守，他在湖頭建壘，兵接蔣山西巖，用以阻擋崔慧景軍。時有竹塘人萬副兒向崔慧景投降並報告建康防守軍情，他表示平地進攻路線都被阻擋住，只有循蔣山龍尾處上山出奇不意突擊才可成功。崔慧景聽從，遂分派了一千人上山，夜間繞過西巖悄悄接近湖頭城壘，並向城中鳴鼓叫囂。一眾守軍見敵軍竟突然出現，驚恐之下立刻潰散。原本屯駐建康外城北籬門的右衞將軍左興盛亦望風退走，崔慧景遂領兵進駐外城的樂游苑，前鋒的崔恭祖更帶著十多個輕騎兵一度突入皇宮北掖門，逼得皇宮各門緊閉，崔慧景遂圍皇宮，於是建康城內外的東府城、石頭城、白下城、新亭壘等諸戍都相繼向崔慧景投降，左興盛無法回宮，出逃期間亦被崔慧景殺掉，宮中守軍試圖出擊亦不能取勝。崔慧景就詐稱太后令廢黜蕭寶卷為吳王，然而當時流亡江西的巴陵王蕭昭胄與弟永新侯蕭昭穎也前來投奔崔慧景，慧景更屬意奉蕭昭胄為帝，遂在蕭寶玄及蕭昭胄間猶豫不決。同時，崔恭祖及崔覺在竹里一戰中爭功，崔慧景無法調解；後崔恭祖提議焚燒北掖門，但崔慧景又認為大局已定，燒了不久又要重建不划算而拒絕；同時崔慧景更終日與何點談文義佛理，不理軍事，這都令崔恭祖很不滿。

### 棄眾敗亡
此時，豫州刺史蕭懿領兵勤王，至采石（今安徽馬鞍山市西南）將渡長江時崔恭祖勸崔慧景派二千兵阻遏蕭懿，令他們不能渡江，但那時崔慧景卻認為皇宮很快就會投降，那時援軍自然會潰退為由拒絕。蕭懿渡江後在越城舉火把鼓舞宮中守軍，崔恭祖又自請立即進攻蕭懿，慧景又不從，但又派兒子崔覺帶數千精兵渡過秦淮河接近蕭懿。蕭懿天未亮就領兵迎擊崔覺，交戰數回後崔覺就潰敗了，死了二千多人，崔覺單人匹馬北渡秦淮河，並開桁阻止蕭懿渡河。不過，那時崔恭祖積怨爆發，遂和驍將劉靈運叛降朝廷，這令崔慧景軍心渙散，崔慧景就帶著幾個心腹偷偷北走，意圖渡江。初時部隊還未知崔慧景棄眾，仍繼續作戰，但在皇宮部隊和北渡秦淮河的蕭懿軍進攻下亦得潰敗。崔慧景途中和心腹們失散了，於四月癸酉（5月17日）在蟹浦（今江蘇南京市西南）被當地漁夫殺掉，將頭顱放在鰌籃中呈送建康朝廷。享年六十三歲。

## 性格特徵
- 崔慧景在齊高帝、齊武帝在位期間曾數度外任刺史，每每都能搜獲值數百萬錢的金銀財寶，而且都會將之盡數進獻給貪圖財物的齊武帝，令得齊武帝很高興，亦說：「唯崔慧景知我貧。」[24][25]
- 崔慧景信奉佛教，圍攻建康宮城之際亦沉迷於談論文義佛理。其家庭成員亦信佛。

## 家庭

### 祖父
- 崔構，奉朝請。

### 父
- 崔系之，宋司州別駕[26]

### 子
- 崔覺，直閤將軍。崔慧景事敗後一度逃亡，被捕處死
- 崔偃，始安內史，崔慧景事敗後躲起來成功避禍，至蕭衍起兵反蕭寶卷時為寧朔將軍。後多度為父陳請，不久下獄死。
- 崔氏，崔覺妹。

## 延伸阅读
[在维基数据编辑]
 《南齊書·卷51》，出自萧子显《南齊書》
 《南史·卷45》，出自李延壽《南史》